# Jon Lundblad
Jon Lundblad, född 19 februari 1982 i Örebro, är en svensk före detta fotbollsspelare. 
Han var fotbollsproffs i franska Stade De Reims i en och en halv säsong, efter ett förflutet i Örebro SK och IK Sturehov.
Förut en av Sveriges mest lovande talanger som på grund av skador, bland annat 3 korsbandsskador, har varit borta från fotbollen i många år. Kom tillbaka efter dessa och efter en lyckad säsong i ÖSK där han gjorde 11 mål på 15 matcher från start fick han kontrakt med den forna storklubben Stade De Reims i Frankrike. 
Hans kontrakt med Reims gick ut sommaren 2007. Därefter har han återvänt till Örebro SK igen som han spelade för under hösten 2007. Säsongen 2008 började han spela för Ljungskile SK.
Efter en fjärde korsbandsskada inför säsongen 2009 valde Lundblad att avsluta sin fotbollskarriär.